# Elezioni presidenziali in Ucraina del 1991
Le elezioni presidenziali in Ucraina del 1991 si tennero il 1º dicembre, insieme al referendum sull'indipendenza nazionale.

## Risultati
| Candidati              | Partiti                                       | Voti       | %     |
| ---------------------- | --------------------------------------------- | ---------- | ----- |
| Leonid Kravčuk         | Indipendente                                  | 19 643 481 | 61,59 |
| V″jačeslav Čornovil    | Movimento Popolare d'Ucraina                  | 7 420 727  | 23,27 |
| Levko Luk"janenko      | Partito Repubblicano Ucraino                  | 1 432 556  | 4,49  |
| Volodymyr Hryn'ov      | Partito della Rinascita Democratica d'Ucraina | 1 329 758  | 4,17  |
| Ihor Juchnovs'kyj      | Indipendente                                  | 554 719    | 1,74  |
| Leopol'd Taburjans'kyj | Partito Popolare                              | 182 713    | 0,57  |
| Voti non validi        | Voti non validi                               | 1 327 788  | 4,16  |
| Totale                 | Totale                                        | 31 891 742 | 100   |